# متكيسة رئوية (فصيلة)
المتكيسة الرئوية (باللاتينية: Pneumocystidaceae) هي فصيلة تنتمي رتبة المتكيسة الرئوية والتي تنتمي إلى طائفة المتكيسة الرئوية من الفطريات الزقية، وتحتوي على جنس واحد هو جنس المتكيسة الرئوية.